# Malunga
Malunga – gaun wikas samiti w zachodniej części Nepalu w strefie Gandaki w dystrykcie Syangja. Według nepalskiego spisu powszechnego z 2001 roku liczył on 710 gospodarstw domowych i 3536 mieszkańców (1946 kobiet i 1590 mężczyzn).